# Mikuláš Zmeškal
Mikuláš Zmeškal (20. listopad 1759, Leštiny – 26. červen 1833, Vídeň) byl hudební skladatel a úředník.

## Rodina
- otec Gabriel Zmeškal
- matka Katarína rozená Meerwaldtová
- bratr Gabriel Zmeškal

## Životopis
Pocházel z oravského zemanského rodu, matka Katarína rozená Meerwaldtová byla Banskobystričanka. Studoval na evangelickém gymnáziu v Banské Bystrici, 1770–1778 s podporou K. Pálfiho ve Vídni, 1782 složil advokátní zkoušku v Budapešti. Základy hry na klavír získal pravděpodobně v rodišti, pak studoval hru na violoncello u A. Krafta ve Vídni. Byl úředníkem Hontianské stolice, advokátní kandidát v Budapešti, úředník, nakonec jeden z ředitelů a cen dvorské kanceláře ve Vídni. Vynikající violoncellista, věnoval se i tvorbě komorní hudby. Ve Vídni získal významné postavení v hudebním životě města, jeden z nejbližších přátel L. van Beethovena, přítel J. Haydna. Beethoven mu věnoval Qurtetto serioso f moll, op. 95 (1810) a Haydn 6 ze svých tzv. Slunečních kvartet, op 20. Z jeho korespondence s Beethovenem se zachovalo kolem 150 listů a odkazových lístků.